# David Long
David Long Jr. (Los Angeles, 6 febbraio 1998) è un giocatore di football americano statunitense che milita nel ruolo di cornerback per i Las Vegas Raiders della National Football League (NFL). Al college ha giocato per l'Università del Michigan.

## Carriera

### Los Angeles Rams
Long fu scelto nel corso del terzo giro (79º assoluto) del Draft NFL 2019 dai Los Angeles Rams. Debuttò come professionista subentrando nella gara della settimana 7 contro gli Atlanta Falcons mettendo a segno un placcaggio. La sua stagione da rookie si chiuse con 10 tackle in 8 presenze, nessuna delle quali come titolare.
Il 13 febbraio 2022 Long scese in campo nel Super Bowl LVI vinto contro i Cincinnati Bengals 23-20, mettendo a segno 4 tackle e conquistando il suo primo titolo.

### Las Vegas Raiders
Il 22 marzo 2023 Long firmò come free agent con i Las Vegas Raiders.

## Palmarès
- Super Bowl : 1

Los Angeles Rams: LVI
- National Football Conference Championship: 1

Los Angeles Rams: 2021